# Rungstedlund-prisen
Rungstedlund-prisen er en ærespris, stiftet af Rungstedlundfonden i 1991. Prisen bliver årligt uddelt på Karen Blixens fødselsdag den 17. april og var oprindelig på 25.000 kr. Fra 2013 er prisen på 50.000 kr. Prisen stammer fra en gave fra Hørsholm Kommune i anledning af åbningen af Karen Blixen Museet den 14. maj 1991.

## Prismodtagere
- 2024 Anja Cetti Andersen[1]
- 2023 Connie Nielsen[2]
- 2022 Peter Høeg[3]
- 2021 Claus Meyer[4]
- 2020 Puk Damsgaard[5]
- 2019 Lars von Trier[6]
- 2018 Minik Rosing[7][8]
- 2017 Niels Barfoed
- 2016 Jette Baagøe
- 2015 Tom Buk-Swienty
- 2014 Marianne Juhl og Marianne Wirenfeldt Asmussen
- 2013 Karen-Lise Mynster
- 2012 Gabriel Axel
- 2011 Otto B. Lindhardt
- 2010 Johannes Riis
- 2009 Klaus Rifbjerg
- 2008 Aage V. Jensen
- 2007 Judith Thurman
- 2006 Hans Edvard Nørregård-Nielsen
- 2005 Suzanne Brøgger
- 2004 Jon Fjeldså
- 2003 Aage Henriksen
- 2002 Lin Hua
- 2001 Inger Christensen
- 2000 Liselotte Henriksen
- 1999 Tove Hussein
- 1998 Thorkild Bjørnvig
- 1997 Bodil Kjer
- 1996 Arne Schiøtz
- 1995 Palle Nielsen
- 1994 Clara Selborn
- 1993 Meryl Streep
- 1992 Jørgen Gustava Brandt
- 1991 Knud W. Jensen

## Eksterne kilder
- Liste over modtagere på Litteraturpriser.dk